# Cleidogona revilla
Cleidogona revilla är en mångfotingart som beskrevs av Shear 1986. Cleidogona revilla ingår i släktet Cleidogona och familjen Cleidogonidae. Inga underarter finns listade i Catalogue of Life.